# ماركوس تافاريز
ماركوس تافاريز (30 مارس 1984 بورتو أليغري البرازيل - ) هو لاعب كرة قدم برازيلي، يلعب كمهاجم.

## وصلات خارجية
ماركوس تافاريز على موقع الاتحاد الأوربي (الإنجليزية)
- ماركوس تافاريز على موقع قاعدة بيانات كرة القدم.إي يو (الإنجليزية)
- ماركوس تافاريز على موقع ليكيب (الفرنسية)
- ماركوس تافاريز على موقع Soccerway.com (الإنجليزية)
- ماركوس تافاريز على موقع عالم كرة القدم.نت (الإنجليزية)
- ماركوس تافاريز على موقع AS.com (الإسبانية)